# Остия Антика
Остия Антика или Остия (Ostia Antica) е древен пристанищен град на древния град Рим.
Останките от него се намират на 23 km югозападно от днешния Рим на устието на р. Тибър.
Остия е основан като колония от четвъртия цар на Рим Анк Марций през 7 век пр.н.е.